# Josep Sancho Piqué
Josep Sancho Piqué (Marçà, 1872-1959) fou un pintor català.

## Biografia
Josep Sancho Piqué era fill de pagesos i, al principi els seus pares s'oposaren a la idea que el seu fill es dediqués a la pintura; el noi, finalment, va vèncer l'oposició familiar i pogué anar a estudiar a Barcelona.

### Barcelona
L'any 1889 entrà a l'estudi del pintor Lluís Graner (Barcelona, 1863 - Barcelona, 1929), i ingressa a l'Escola de Belles Arts de Barcelona, on fou condeixeble de Joaquim Mir i d'Isidre Nonell.
Exposa per primera vegada a la Sala Parés de Barcelona l'any 1896 i aquest mateix any participa en la III Exposición de Bellas Artes e Industrias Artísticas, organitzada per l'Ajuntament de Barcelona, amb els quadres La Fillola i Notícies de guerra.
L'any 1898 participa en la IV Exposición de Bellas Artes e Industrias Artísticas, convocada per l'Ajuntament de Barcelona. Hi presenta quatre pintures a l'oli -Oremus, Retrato i dues marines-. Aquest any també pren part en la Exposición Extraordinaria de Bellas Artes, a la Sala Parés, amb el quadre Riu del Molí (l'Antó) i l'any 1907 pren part en la V Exposición Internacional de Arte e Industrias Artísticas, organitzada per l'Ajuntament de Barcelona, amb el quadre En la Iglesia. Participà en la Exposición de Retratos y Dibujos Antiguos y Modernos, organitzada per l'Ajuntament de Barcelona l'any 1910, amb l'obra Retrato de Señora.

### Tarragona
L'any 1915 presenta la seva obra al Saló del Centro Industrial de Tarragona. La crònica de La Veu de Tarragona fa un breu seguiment de l'obra exposada i en destaca La Dama negra, Compliment d'un vot i Retrat de Senyoreta d'entre un conjunt d'obres pintades a l'oli i al pastel. “Sancho –ens diu la crònica- dibuixa lo que ell veritablement veu amb els ulls, d'una justa i trobada entonació de conjunt i proporció, veritat de ses figures...”.
L'any 1916 inaugura una escola d'art pictòric i dibuix per a nois i noies al carrer de la Unió de Tarragona. Impartí l'ensenyament de la composició, el paisatge, el dibuix al natural, art, decoració, etc.
Fou el primer artista que dibuixà els cartells de propaganda turística de Tarragona, per encàrrec del Sindicat d'Iniciativa i Turisme d'aquesta ciutat.
Participa en l'Exposició d'Art de Barcelona, organitzada per la Junta Municipal d'Exposicions de Barcelona (1921), amb el quadre La Bordadora.
Forma part de la II Exposició d'Art Tarragoní organitzada pel Foment d'Estudis d'Acció Popular Catòlica (1928) amb dues pintures a l'oli –Dama i Vell– i dues al pastel. Una nota de premsa diu d'aquest pintor: “su paleta no es un interrogante ni una inquietud. Su pincel no vacila no intenta... sigue reposadamente, con seguridad las normas clásicas y, llevado de ellas hace bella y muy notable obra...”.
Participa en l'Exposició Internacional de Barcelona l'any 1929 amb dues pintures de gran format El Filósofo i El Pandecatas.

### Tornada a Marçà
Poc abans de 1936 torna a tornà a viure a Marçà, el seu poble nadiu, el qual abandonà en esclatar la Guerra Civil Espanyola per tal d'anar a Barcelona, on, després de diverses vicissituds residí a Pedralbes. En aquesta època dibuixà una interessant col·lecció de dibuixos a la ploma sobre els horrors de la guerra.
Un cop finalitzada la Guerra Civil, l'any 1939, i després d'una curta estada a Girona, tornà a Marçà.
L'any 1940 exposà a les Galeries Laietanes de Barcelona, i el 1942 ho feu a l'Hotel Palace de Madrid amb una col·lecció de quaranta-quatre quadres de temàtica diversa. Un crític de l'època digué d'ell: "...su alarde de impecable factura académica y de madurasfacultades pictòricas constituyen una gran lección, a pesar de al evolución de las corrientes artísticas queda como un valor de perenne actualidad".
Aquest mateix any també exposà al Centro Mercantil de Zaragoza.
El 1943 exposà al Servicio Sindical de la Prensa Diaria de Barcelona on presentà un conjunt de vint pintures a l'oli.
Del 16 al 30 d'abril de 1945 mostrà la seva obra al Salón de Exposiciones de Artesanía de Madrid amb vint-i-dues obres de diferents etapes de la seva producció. Aquell mateix any també exposà a San Sebastián.
Dins del III Consurso-Exposición Provincial de Arte que se celebrà al Centre de Lectura de Reus de 15 al 25 de gener de 1956, es presentà una Exposició Homenatge a Josep Sancho Piqué. En una crítica publicada al Diario Español de Tarragona es parlà de l'obra d'aquest pintor com d'una "...encarnación artística del hombre, personajes de Marsá, con cualidades riberescas y velazqueñas. Pintura de disciplina y realismo. Sancho está en posesión de todos los recursos de su escuela".
Una altra crítica publicada al semanario de la Ciudad de Reus comenta: "las notables piezas exhibidas del ilustre pintor de Marsá, con su noble empaque, su alarde de impecable factura academicista y de maduras facultades pictóricas constituyen una gran lección de que a pesar de la evolución de las corrientes artísticas queda como valor de perenne actualidad, merecedor del homenaje que se tributa al maestro".
Josep Sancho Piqué els darrers anys de la seva vida, i a causa de problemes familiars, es tancà en si mateix, apartant-se del món de l'art i adoptant un rebuig total als corrents artístics del moment, lluitant contra el moviment impressionista que no l'afectà en absolut.
La seva obra és una mica desigual i s'observa una clara diferència entre el treball realitzat en una primera època en què, junt a un gran ofici, s'endevina un esperit creatiu. S'especialitzà en la composició i cultivà l'anecdòtic tot i seguir les normes acadèmiques. Dominava amb gran soltesa el dibuix al carbó i la pintura al pastel.
Josep Sancho Piqué va morir el 1959 a Marçà. Gran part de la seva obra fou adquirida per la Diputació de Tarragona a la filla del pintor, Rosa Sancho, segons l'acord de el 27 de desembre de 1967 pes per la Comissió d'Ensenyament, Esports i Turisme, a canvi d'una pensió vitalícia, i es conserva al Museu d'Art Modern de la Diputació de Tarragona.
Podeu consultar el catàleg de l'obra de Josep Sancho Piqué a:
Enllaç al catàleg del Museu d'Art Modern de la Diputació de Tarragona Arxivat 2015-07-06 a Wayback Machine.

## Hemeroteca
- J. «L'Exposició de Sancho», La Veu de Tarragona (Tarragona) 1 de gener de 1916, pàgina 3
- La Veu de Tarragona (Tarragona) 16 de gener de 1916, pàgina 2
- La Veu de Tarragona (Tarragona) 23 de gener de 1916, pàgina 3
- La Veu de Tarragona (Tarragona) 18 de febrer de 1917, pagina 3
- «II Exposició d'Art Tarragoní», Diario de Tarragona (Tarragona) 18 de gener de 1928, Pàgina 1
- X. «L'Exposició de pintures al Centre Industrial», La Veu de Tarragona (Tarragona), 11 de novembre de 1922, pàgina 1
- X. «Remembrant l'exposició d'en Josep Sancho», La Veu de Tarragona (Tarragona) 30 de gener de 1916, pàgines 2 i 3
- «El pintor Josep Sancho», La Veu de Tarragona (Tarragona) 23 d'abril de 1927, pàgina 1
- «III Concurso. Exposición Provincial de Arte», Reus Semanario de la Ciudad (Reus), 21 de gener de 1956. Pàgina 5
- «Reparto de Premios del Concurso Provincial de Arte», Reus Semanario de la Ciudad (Reus) 14/04/1956. Pàgina 5